# 10-es busz (Budapest, 1947–2000)
A budapesti 10-es jelzésű autóbusz a Móricz Zsigmond körtér (Karinthy Frigyes út) és Albertfalva, Vegyész utca között közlekedett. A járatot a Budapesti Közlekedési Rt. üzemeltette.

## Története
1928. március 2-án indult el a 10-es busz a Szent Gellért tér és a Hengermalom utca között. A buszok a Budafoki úton át közlekedtek, majd 1936. november 30-án külső végállomása az Andor utcához került. Végállomása az évek során többször változott (Hengermalom utca és Andor utca), illetve a Budafoki út felújítása és átépítése miatt többször járt terelt útvonalon. 1940. június 2-án megszűnt, majd 6-ától újra járt a Hengermalom utcáig, novemberben pedig a Horthy Miklós útra helyezték át. 1943. január 15-én újra az Andor utcáig hosszabbították. 1944. január 20-án a 10-es busz gumiabroncs-, és üzemanyaghiány miatt megszűnt.
1947. november 16-án indult újra a Gellért tér és az Andor utca között, de 1948. február 23-ától üzemidejét lecsökkentették üzemanyag-megtakarítás miatt. 1948. május 24-én a Gellért téri végállomását a Móricz Zsigmond körtérre helyezték át. 1955. október 24-én a Fegyvernek utcáig hosszabbították, korábbi útvonalán pedig 10A jelzésű betétjáratot indítottak el. 1961-ben új betétjárata indult 10B jelzéssel a Móricz Zsigmond körtér és a Kelenföldi Textilgyár között.
Az 1960-as évek első felében a 10A külső végállomását a Hunyadi János úthoz, a 10B-t pedig a Galvani utcához helyezték át, míg a korábbi 10B útvonalán elindult a 10C, ami a Kelenföldi Textilgyárig közlekedett. 1969-ben a 10B megszűnt, a 10C-t pedig 10B-re számozták át. A megnövekedett utasforgalom miatt 1971. március 1-jétől a 10A járat csuklós buszokkal közlekedett. 1972. február 14-én a 10B jelzésű betétjárat megszűnt, és a 10-es buszt is csuklósították.
1974. január 7-én a 10-es autóbusz-család új taggal bővült, elindult a 10Y a Móricz Zsigmond körtér és az albertfalvai 4. sz. Házgyár között. 1977. január 1-jén az új számozási rendszer bevezetésével a 10Y jelzését 110-esre módosították. 1984. szeptember 1-jén a 10A külső végállomását áthelyezték, így a buszok a Móricz Zsigmond körtér és Budafok, Varga Jenő (Városház) tér között közlekedtek. 1987. október 1. és november 1. között a 110-es buszjárat közlekedése a 4. sz. Házgyár leállása miatt szünetelt, majd 1995. június 30-án végleg megszűnt. Pótlására elindult a „SZIK különjárat”. 1995. május 12-én a 10A járatot megszüntették, végül 2000. április 30-án a 10-es busz is – 72 év után – megszűnt, helyette a forgalmát átvevő 3-as buszt helyezték át Fehérvári útról a (Külső)-Budafoki útra.
2007. június 1-jétől a 10-es busz a Dísz tér és a Moszkva tér között, míg a 110-es a Dísz tér és a Fény utcai piac között közlekedett, a korábbi Várbusz helyett. A 2008-as paraméterkönyv bevezetésével a 16-os busz hosszabb útvonalon, a Moszkva térig közlekedik, ezért a 10-es busz a betétjárata lett, jelzését 16A-ra, míg a 110-esét 116-osra változtatták.

## Útvonala
| Albertfalva, Vegyész utca felé | Móricz Zsigmond körtér (Karinthy Frigyes út) felé |
| --- | --- |
| Móricz Zsigmond körtér (Karinthy Frigyes út) vá. – Karinthy Frigyes út – Bartók Béla út – Lágymányosi utca – Budafoki út – Hunyadi János út – Építész utca – Fehérvári út – Vegyész utca – Albertfalva, Vegyész utca vá. | Albertfalva, Vegyész utca vá. – Vegyész utca – Hunyadi János út – Budafoki út – Karinthy Frigyes út – Móricz Zsigmond körtér (Karinthy Frigyes út) vá. |

## Megállóhelyei
| 0  | Móricz Zsigmond körtér (Karinthy Frigyes út) végállomás | 16 | 3, 3, 7, 7A, 7, 27, 40, 40, 53, 153, 173 6, 18, 19, 41, 47, 49, 61 |
| 2  | Karinthy Frigyes út                                     | 15 | 3, 3, 86 6                                                         |
| 3  | Szerémi sor (↓) Október huszonharmadika utca (↑)        | 13 | 3, 3, 12, 86, Tétény 4                                             |
| 4  | Prielle Kornélia utca (↓) Dombóvári út (↑)              | 12 | 3, 103                                                             |
| 5  | Kelenföldi Erőmű                                        | 11 | 3, 3, 103, Tétény                                                  |
| 7  | Hengermalom út                                          | 10 | 3, 3, 103                                                          |
| 8  | Galvani utca                                            | 9  | 3, 3                                                               |
| 9  | Budafoki út 215.                                        | 7  | 3                                                                  |
| 10 | Kondorosi út                                            | 6  | 3                                                                  |
| 12 | Építész utca                                            | 5  | 3, 14, 114                                                         |
| ∫  | Hunyadi János út                                        | 2  | 3, 14, 114                                                         |
| 13 | Karcag utca                                             | 1  |                                                                    |
| 14 | Fehérvári út                                            | ∫  | 14, 114 41, 47                                                     |
| 16 | Albertfalva, Vegyész utca végállomás                    | 0  | 14, 114 41, 47                                                     |